# 第20機械化歩兵師団 (韓国陸軍)
第20機械化歩兵師団（だい20きかいかほへいしだん、제20기계화보병사단、第20機械化步兵師團、20th Mechanized Infantry Division）は、大韓民国陸軍の師団の1つ。K1A1戦車、K21歩兵戦闘車、K2戦車など新規兵器が最初に配備された師団である。

## 歴史
1953年1月1日、襄陽前津里で第60、61、62連隊を基幹に第1教育旅団が創設され、2月6日に米軍第10軍団に配属されて縣里に移動後、2月8日に第20師団に昇格した。創設当時、決定的な時間と場所で決戦を通じて祖国に勝利と栄光を捧げることができる頼もしい部隊という意味で部隊愛称を制定した。
1953年3月16日から4月27日まで部隊整備と教育訓練を実施。
1953年5月1日、第10砲兵団を編入して師団砲兵団を創設。
1953年5月15日、楊口に移動し、第7師団の責任地域を引き継ぎ、軍団の左翼師団として主抵抗線防衛任務を遂行。
1953年6月10日から23日までM-1高地戦闘を実施。また6月14日から18日まで1090高地（クリスマス高地）戦闘を展開して中共軍の波状攻撃を撃退した。
1953年7月4日から8日まで、責任地域を米軍第45師団に引き渡し、楊口に移動して部隊整備。
1953年7月9日から楊口北方の米軍第40師団の責任地域（加七峰地区）を引き継いだ。
1953年7月14日から人民軍第15師団の加七峰侵攻を撃退し、同高地を確保した。
休戦後は12回の対間諜作戦を遂行。
1958年12月24日、解体。
1959年1月1日、楊州莘山里で第29師団が第20師団に再編された。
1964年以降は京畿道漣川地域で最前方境界任務を遂行していたが、1977年10月20日に第60連隊第1大隊長が無線兵を連れて越北する事件が発生し、これにより
翌年に第5師団と交代して後方の楊平の駐屯地に移動した。
1980年5月の光州事件で、第60、61、62連隊と師団戦車大隊、第91砲兵大隊が民主化運動鎮圧のための忠正作戦に動員された。
1981年に車両化歩兵師団を経て、1983年に機械化歩兵師団に改編された。首都師団に続き2番目の機械化歩兵師団であり、第7機動軍団に配属された。
2019年、第11機械化歩兵師団に吸収。

## 師団長
| 代 | 氏名            | 氏名     | 在任期間          | 出身校・期      | 前職                                     | 後職                     | 備考     |
| -- | --------------- | -------- | ----------------- | --------------- | ---------------------------------------- | ------------------------ | -------- |
| 代 | 漢字/片仮名表記 | 原語表記 | 在任期間          | 出身校・期      | 前職                                     | 後職                     | 備考     |
| 1  | 劉興守          | 유흥수   | 1953.2.9          | 軍英1期         | 第6師団副師団長                          | 歩兵学校副校長           |          |
| 2  | 宋錫夏          | 송석하   | 1953.3.27         | 中訓5期 警士2期 |                                          |                          |          |
| 3  | 金相福          | 김상복   | 1955.7- 1956      | 軍英1期         | 陸軍本部人事局長                         | 国防大学院入学           |          |
| 4  | 朴炫洙          | 박현수   | 1956-1957         | 軍英1期         | 第2師団長                                | 第6軍団副司令官          |          |
| 5  | 李貞錫          | 이정석   | 1957-1959         | 軍英1期         | 第2師団長                                |                          |          |
| 6  | 文亨泰          | 문형태   | 1959              | 警士2期         | 第2師団長                                | 作戦参謀副長             |          |
| 7  | 柳根昌          | 유근창   | 1960.4 - 1961.8   | 警士2期         | 人事参謀副長                             | 国防部兵務局長           |          |
| 8  | 金安一          | 김안일   | 1961.8 - 1962.3   | 警士2期         |                                          |                          |          |
| 9  | 崔大明          | 최대명   | 1962.3            | 警士5期         | 陸士教授部長                             | 第1軍団副軍団長          |          |
| 10 | 金鍾煥          | 김종환   | 1963-1964         | 警士4期         |                                          | 合参戦略情報局長         |          |
| 11 | 朴熙東          | 박희동   | 1964              | 警士3期         | 第30師団長                               | 第1軍団長                |          |
| 12 | 尹必鏞          | 윤필용   |                   | 陸士8期         |                                          |                          |          |
| 15 | 金仁華          | 김인화   | 1974              | 陸士9期         | 防空旅団長                               |                          |          |
| 19 | 朴俊炳          | 박준병   | 1979              | 陸士12期        |                                          |                          | ハナフェ |
| 20 | 崔世昌          | 최세창   | - 1981.7          | 陸士13期        | 第3空輸旅団長                            | 首都警備司令官           | ハナフェ |
| 21 | 李鍾九          | 이종구   | 1981.7 - 1983.5   | 陸士14期        | 陸軍本部作戦先処長                       | 首都警備司令官           | ハナフェ |
| 39 | カン・インソン  | 강인순   | 2016.10 - 2018.11 | 陸士12期        | 国防部国防政策室政策企画官室政策企画次長 | 陸軍本部情報作戦参謀部長 |          |
| 40 | 黄裕聖          | 황유성   | 2018.11 - 2019.12 | 陸士46期        | 陸軍本部企画管理参謀部戦力計画次長       | 第1軍団副軍団長          |          |